# Bernardo Rossi Doria
Bernardo Rossi Doria (Roma, 14 maggio 1934) è un architetto italiano.

## Biografia
Si laurea a Roma in Architettura nel 1960 e si iscrive all’Albo dell’Ordine degli Architetti di Roma e provincia. 
Nel 1961 partecipa alla creazione dell'AUA (Architetti e Urbanisti Associati), forse il primo degli "studi” romani di giovani studenti e neolaureati insieme ai soci fondatori dell'AseA, Associazione Studenti e Architetti (Lucio Barbera, Sergio Bracco, Alessandro Calza Bini, Enrico Fattinnanzi, Massimo La Perna, Claudio Maroni, Gianfranco Moneta, Giorgio Piccinato, Vieri Quilici, Manfredo Tafuri, Massimo Teodori) e a Maurizio Moretti e Stefano Ray.
Dal 1961 lavora presso lo studio del professor Luigi Piccinato a Roma su piani regolatori.
Ha effettuato ricerche ed insegnato negli USA grazie ad una borsa Fullbright che lo porta a studiare presso l’MIT (Massachusetts Institute of Technology), Cambridge, Boston (MT) tra il 1965-66 e subito dopo è Visiting Professor alla University of New Orleans (Louisiana).
Tornato a Roma esercita la professione di architetto, è membro dell’INU e si occupa dell’Associazione ambientalista Italia Nostra. 
Consegue la libera docenza in urbanistica presso la facoltà di Architettura di Reggio Calabria (IUSA RC), esercita attività didattica presso il Corso di laurea in urbanistica della stessa Facoltà dove diviene professore Associato.
Dal 1994 è professore Ordinario e viene chiamato dalla Facoltà di Architettura dell’Università degli Studi di Palermo dove insegna fino al 2006. È Direttore del Dipartimento Città e Territorio, oggi confluito nel Dipartimento di Architettura dello stesso Ateneo, dal 1992 al 1996 e Coordinatore del Dottorato in Pianificazione Urbana e Territoriale dal 2002 sino alla collocazione in quiescenza. All'interno del medesimo Dottorato è stato componente del Collegio dei docenti sin dalla sua attivazione nel 1992, svolgendo il ruolo di tutor di numerosi dottorandi e avviando all’attività accademica alcuni di loro. È stato Coordinatore del Corso di Laurea in Pianificazione Urbana, Territoriale, Paesaggistica e Ambientale dal 2001 al 2005, promuovendo la diffusione delle competenze urbanistiche nel territorio siciliano e incrementando il numero di laureati e professionisti esperti nel settore.
Svolge attività politica e amministrativa come Assessore al Comune di Roma nella seconda giunta Petroselli dal 1981 fino alla scomparsa del sindaco. Ha diretto diversi assessorati: inizialmente al Tevere e al Giardino Zoologico, poi al Litorale, al Turismo, allo Sport.
Tra gli incarichi a livello nazionale è stato: segretario generale dell'Associazione Italia Nostra con Giorgio Bassani Presidente dal 1969 al 1976.
Ha svolto attività di consulente per organismi nazionali e internazionali tra i quali si segnalano: Italia Nostra, il Consiglio d’Europa, la Presidenza del Consiglio, il Ministero dei LL.PP.
La sua attività professionale lo vede autore di numerosi progetti, piani urbanistici e territoriali.
Tra gli anni Ottanta e primi Novanta partecipa con i suoi studenti, prima calabresi e poi siciliani, ai programmi estivi residenziali organizzati dalla professoressa architetto Astra Zarina a Civita di Bagnoregio (Summer Italian Hilltowns Program).
Dal 1999 al 2006 è consigliere della Fondazione Roffredo Caetani e oggi ne è consigliere onorario.
Dal 2009 partecipa alle attività del Coordinamento Associazioni Lazio Mobilità Alternativa (C.A.L.M.A., per una mobilità dolce e alternativa). 
Nel 2010 è stato componente del comitato dei garanti dell’istituenda Società Italiana dei Territorialisti/e (SdT). Con la scuola territorialista di Firenze ha collaborato a diverse attività di ricerca fra le quali si segnalano i seguenti progetti di Interesse Nazionale di cui è stato Responsabile scientifico per l’Unità Locale di Palermo (PRIN 2002-2003 e 2004-2005). In questo contesto ha svolto studi ed analisi territoriali finalizzati allo sviluppo sostenibile ed alla definizione di strumenti urbanistici e politiche territoriali mirati ad uno sviluppo locale delle risorse ed alla salvaguardia del patrimonio storico-architettonico ed ambientale.
È autore di pubblicazioni, articoli e saggi su quotidiani e riviste in materia di assetto del territorio e tutela e valorizzazione dei beni culturali e dell'ambiente. 
Ha collaborato principalmente con Paese Sera, il Messaggero, l'Unità, il Manifesto e il Corriere della Sera. Suoi contributi sono stati pubblicati in numerose riviste specializzate, italiane e straniere.
È candidato nella lista Roma ti riguarda per Paolo Berdini Sindaco alle elezioni comunali di ottobre 2021.
È figlio di Marta Margherita Grassi (figlia di Ubaldo Grassi, architetto Ticinese) e Gastone Rossi Doria, musicologo, nipote di Manlio Rossi-Doria, meridionalista e cugino di Anna, Marina, Marco e Matteo Rossi-Doria.

## Attività professionale
- Piano regolatore generale di Zafferana Etnea, CT, Prescrizioni Esecutive per la zona D e l’area di accesso al parco dell’Etna, 2001
- Piano regolatore generale di Carini, PA, 1996
- Piano regolatore generale di Cutro, KR, 1996-1997
- Piano regolatore generale di Orvieto, TR, 1996-99
- Progetto di sistemazione della piazza Dante del comune di Stalettì, CZ, 1993
- Nell'ambito dell'Associazione Italia Nostra:
- Piano paesaggistico per la Costiera Sorrentina, 1960
- Partecipa a CONCORSI, tra i principali (come capogruppo):
- - "Concorso in due gradi per la Progettazione di un sistema di spazi pubblici e relazionali nel centro storico di Teramo”, Città di Teramo, 2008
- - "Concorso per la Riqualificazione dell’accesso all’abitato di Civita di Bagnoregio”, Comune di Bagnoregio, VT, 2008
- - “Concorso per i nuovi PRG dei comuni di Baschi, Monticchio e Avigliano Umbro”, 2002, 2º classificato
- - “Concorso per il nuovo PRG del comune di Sarno”, 2002, selezione prima fase e 2º classificato
- - “Concorso per il nuovo PRG del comune di Crotone”, 1996

## Pubblicazioni
- Rossi Doria B. con Barbera G., Cullotta S., Rossi Doria I. Ruhl I. (2010). I paesaggi a terrazze in Sicilia: metodologie per l’analisi, la tutela e la valorizzazione, finanziata da ARPA Sicilia, Pierrestampa
- Rossi Doria B. (2005). Catania. L'universo. Vol. 1, pp. 2-30.
- Rossi Doria B. (2004). Agrigento. L'universo. Vol. 2, pp. 148-167.
- Rossi Doria B. (2004). Estinzione di una specie: lo spazio. Italia Nostra, pp. 4-5.
- Rossi Doria B. (2003). La Sicilia: una regione di citta'. L'universo. Vol. 1, Istituto Geografico Militare. Anno LXXXIII, Firenze.
- Rossi Doria B. (2005). Il territorio come bene culturale. In Laura Pisano (a cura di), Memoria, paesaggio, cultura. FrancoAngeli, Milano, pp. 169-176.
- Rossi Doria B.. (2003). La Sicilia. Da regione del mezzogiorno a periferia dell'Europa "forte". In Lo Piccolo F., Schilleci F. (a cura di), "A sud di Brodbignag. L’identità dei luoghi: modelli di sviluppo locale autosostenibile nella Sicilia occidentale", FrancoAngeli, Milano, pp.11-39.
- Rossi Doria B. (2002), Agrigento: tra calamità, assistenza ed Autodistruzione: un futuro diverso a partire dal parco archeologico. In A. Belli (a cura di), "Territorio speranza", Alinea, Firenze, pp. 311-324.
- Rossi Doria B. (2002). Presentazione. In Cosma Chirici, "La storia della strada di S. Lucia a Taranto", pp. 3-6.
- Rossi Doria B. (2000). Prospettive della ricerca presso il Dipartimento "Città e Territorio" dell'Università di Palermo. In F. Lo Piccolo, M . Carta, F. Schilleci, F. Trapani., Linee di ricerca, Librerie Dedalo, Roma, pp. 10-18.
- Rossi Doria B. (2000). Immagini e futuri per il territorio della Sicilia. In E. Piroddi, E. Scandurra, L. De bonis. "I futuri della città. Mutamenti, nuovi soggetti e progetti", FrancoAngeli, Milano, pp. 824-829.
- Rossi Doria B. (1997). Palermo verso un nuovo piano. Atti e documenti, Gangemi Editore, collana Arti visive, architettura e urbanistica, Roma
- Rossi Doria B. (1976). L’uomo e l’uso del territorio, La Nuova Italia, Collana Italia Nostra Educazione, Venezia, 1983